# Mayra Johnson
Mayra Johnson (Santo Domingo, 10 de marzo de 1951) es una fotógrafa dominicana creadora y directora del Centro de la Imagen de Santo Domingo. Es  fundadora en 1983 del primer grupo de mujeres fotógrafas de la República Dominicana, "Imagen 83" que en 2004 se convierte en fundación. Tanto su vida como su carrera profesional está enfocada en la búsqueda de imágenes en movimiento captadas por la fotografía y en investigaciones estéticas inspiradas en arte funerario y el grafiti. 

## Trayectoria profesional
En 1983 formó el primer grupo de fotógrafas en el país "Mujeres Fotógrafas Dominicanas" que en el 2004 se transformó en la "Fundación Imagen 83 para el desarrollo y difusión de la fotografía dominicana". En 1984 terminó sus estudios en arte y comunicación en la Universidad APEC con grado cum laude.
Tras más de una década de trabajo en el grupo, en 2004 crea y dirige la Fundación "Imagen 83 para el Desarrollo y la Difusión de la Fotografía".  Mayra Johnson crea también el Centro de la Imagen, localizado en una casa colonial del siglo XVI, en cuyo espacio ha programado más de 300 exposiciones de profesionales de la fotografía tanto nacionales como internacionales y se desarrollan múltiples actividades como talleres, conferencias para difundir la enseñanza de la fotografía.
También crea, dirige y coordina el Festival Internacional de Fotografía de República Dominicana, “Photoimagen” desde el Centro de La Imagen, enfocado en la investigación y el fomento de la fotografía contemporánea y que es el único festival internacional de fotografía del Caribe.
En  2003 recibió el premio en la XX Bienal Nacional de Artes Visuales del Museo de Arte Moderno de Santo Domingo. En el año 2006 realizó su proyecto Habana, presentado en la Casa de Italia/ Mujeres, Cinemateca Plaza de la cultura dentro del marco de Photoimagen. En el año 2007 expuso  "Las Brujas de Salem" Mujeres presentan Mujeres en la Casa de Teatro. En el año 2009  "Sobre el Muro" en el centro Cultural de España en Santo Domingo (CCESD), espacio de encuentro entre la cultura española y dominicana. En el año 2010 Color de RD, Debáis, Emiratos Árabes / IV Trienal Internacional del tile cerámico/ Artista invitada por Encuentros Fotográficos, Yucatán,  México.
Sus proyectos fotográficos abarcan desde temas sociales, a temas religiosos. Su proyecto "Imágenes Sagradas. Espacios Profanos" se presentó en el año 2011 en el  Museo de Arte Moderno de Santo Domingo principal organismo de la República Dominicana dedicado a preservar y fomentar el arte moderno y contemporáneo dominicano.
Entre los proyectos más relevantes presentados en Photoimagen se encuentra “Saltando Muros” (2014) organizado por la Fundación FIArt ( Fondo Internacional de las Artes) y la SEGIB que se inició en México, exposición compuesta por las mejores fotografías de jóvenes artistas originarios de Argentina, República Dominicana, Uruguay o España. Tras haber pasado por Buenos Aíres, Perú o Madrid, se expuso en la República Dominicana en el Museo de Arte Moderno (MAM).

## Premios y reconocimientos
En marzo del año 2018 recibió el premio "Mujer del año 2017" como reconocimiento a su labor altruista como activista cultural, otorgado por el Diario Libre de República Dominicana tras una votación popular.
Uno de los premios de mayor significado fue el reconocimiento recibido por la Sección Dominicana de la Asociación Internacional de Críticos de Arte AICA-UNESCO, que la distinguió en el año 2013 con el Premio de la Crítica.
- 2016 Reconocimiento por ADCA/AICA, al Centro de la Imagen por labor realizada en RD[22]

- 2015 Premio Especial de la Crítica. Asociación Dominicana Críticos de Arte, ADCA/AICA.  Mejor Proyecto especial (2014)[15]

- 2014 Premio Especial de la Crítica. Asociación Dominicana Críticos de Arte, ADCA/AICA.  Mejor Proyecto especial

- 2014 Categoría Arte. Premio Fundación Brugal. Concurso Brugal Cree en su Gente.

- 2013 Premio Especial de la Crítica. Asociación Dominicana Críticos de Arte, ADCA/AICA.  Mejor Proyecto especial (2012)

- 2012 Premio  de la Crítica,  de la Asociación de Críticos  dominicano de Arte ADCA/AICA

- 2011 Mención de Honor en la 26va. Bienal de Artes Visuales, Museo de Arte Moderno RD, por la obra "Disolución del 4%", junto a la artista Guadalupe Casasnovas

- 2011 Reconocimiento como Gestor Cultural por ADCA/AICA, Asociación dominicana  de críticos de Arte/Mención por la Obra disolución del 4%, XXVI Bienal de Artes Visuales Museo de Arte Moderno, RD

- 2010 Reconocimiento como Gestor cultural por la Universidad Iberoamericana, UNIBE

- 2008 Reconocimiento a Photoimagen como ¨Mejor Proyecto Especial¨ por ADCA/AICA

- 2007 Reconocimiento a Photoimagen como ¨Mejor Proyecto especial¨ por ADCA/AICA

- 2005 III Lugar categoría Experimental en el concurso Internacional Wifredo Garcia, casa de teatro, RD

- 2003 II lugar categoría Fotografía con la obra Solidaridad, en la XX Bienal Nacional de Artes Plásticas, Museo de Arte Moderno RD

- 2001 III Lugar en la categoría experimental y II lugar en la categoría blanco y negro, Concurso internacional Wifredo Garcìa, Casa de Teatro, RD